# Московская кочегарка
«Московская кочегарка» — московская областная газета, выходившая в 1943—1957 годах и освещавшая жизнь Подмосковного угольного бассейна.

## История

Первый логотип газеты «Московская кочегарка»

Газета «Московская кочегарка» была основана в 1943 году вскоре после того, как значительная часть территории Подмосковного угольного бассейна была передана из Тульской и Рязанской областей в Московскую. Первый номер вышел 14 февраля 1943 года.
Газета была органом Московского областного комитета ВКП(б) (позже КПСС). Её задачей было освещение жизни на территории Подмосковного угольного бассейна во входивших тогда в состав Московской области районах: Сталиногорском, Узловском, Донском, Кимовском (сейчас в Тульской области) и Скопинском (сейчас в Рязанской области).
Значительное место в газете занимала информация о шахтёрской жизни — выполнение норм, ход социалистического соревнования, технический и новаторский опыт добычи угля. Выходили заметки об опыте передовиков Мосбасса. Издание освещало и вопросы шахтёрского быта, партийного образования, сельского хозяйства, школьной жизни, спорта. Печатались сообщения о выходе всесоюзных отраслевых и партийных изданий. Регулярно публиковались письма читателей. В годы войны печаталась сводка о ходе боёв от Советского информбюро.
Помимо местной информации в газете публиковались важные материалы всесоюзной тематики, хроника международных событий.
«Московская кочегарка» выходила пять раз в неделю (по вторникам, средам, пятницам, субботам и воскресеньям) обычно на двух полосах формата А3. Однако номер за 7 марта 1953 года с материалами о похоронах Иосифа Сталина вышел на четырёх полосах.
Издавалась до 1957 года, когда Сталиногорский, Узловский, Донской и Кимовский районы были возвращены из Московской в Тульскую область.

## Редакция
В годы Великой Отечественной войны редакция работала в Сталиногорске в дворце культуры химиков (ул. Московская, 10).
В начале 1950-х годов редакция газеты располагалась в Москве по адресу: Потаповский переулок, 3, 5-й этаж. В структуру редакции входили три отдела: партийной жизни; производственный и писем; информации, культуры и быта. Отделение редакции находилось в Сталиногорске (сейчас Новомосковск). Газета печаталась в столичной типографии издательства «Московская правда».
В начале 1954 года «Московская кочегарка» перебазировалась в Сталиногорск и сменила адрес: ул. Трудовых резервов, 2. В структуре редакции работали отделы партийной жизни; писем; производственный; информации, культуры и быта. Газета стала печататься в Сталиногорской типографии.
Среди известных редакторов «Московской кочегарки» — Н. Т. Оберемко (1943—1945), В. А. Вахонин (1951—1953), С. Н. Жилин (1954).
Ответственным секретарём издания был поэт Ярослав Смеляков, который жил в Сталиногорске в ссылке. Он готовил литературные страницы «Московской кочегарки», вёл сатирический цикл «Ведёт разговор Копров Егор».

## Библиографическое описание
Московская кочегарка : газета Московского областного комитета КПСС. — Москва, 1943—1948; Сталиногорск, 1943, № 21 (22 апр.) — 1948, № 96 (16 мая); Москва, 1948, № 97 (22 мая) — 1957, № 83 (28 апр.). — 42 см.
В подзаг.: 1943, № 21 — 1952, № 207 газета Московского областного комитета ВКП(б); 1952, № 208—1957, № 83 газета Московского областного комитета КПСС